# Porta Romana (Ascoli Piceno)
Porta Romana, detta anche porta Gemina e porta Binata, è una fra le più vetuste ed importanti porte della città di Ascoli Piceno.

## Storia
Fu costruita sulla preesistente porta Picena distrutta da Gneo Pompeo Strabone e ritrovata durante gli scavi condotti nel XX secolo.
Attraverso di essa si immetteva la via Salaria in città, tra il declivio del colle dell'Annunziata, cui sono addossati i resti del teatro romano, ed il fiume Tronto.
L'armata imperiale di Federico II portò distruzione nella città e i danni che subirono molte opere architettoniche furono ingenti. Tra i restauri necessari ci fu anche questo di porta Gemina cui viene aggiunta una seconda serie di archi medioevali davanti a quelli romani.
Nel periodo medioevale la porta fu inglobata nel sistema fortificato della città e per il passaggio di ingresso e di uscita si utilizzava un solo arco, l'altro era inutilizzato per la presenza di una piccola chiesa che occupava lo spazio tra le mura romane e quelle medioevali. 
Nel 1800 venne di nuovo riaperta integralmente.
Al fianco della porta si eleva un torrione merlato a base circolare del XIII secolo.

## Struttura
Architettonicamente è una tipica costruzione romana del I secolo a.C., con la sua monumentalità, ricorda costruzioni dello stesso periodo storico, realizzata con grossi massi di pietra, squadrati e non cementati tra loro.
Costituita da due fornici impostati su tre massicci pilastri, in conci di travertino, a base quadrata con lato di metri 1,80 sviluppa un'altezza di 6,75 m ed una larghezza di 9,47 m. I due fornici sono alti 5,70 m e larghi 2,95 m.
Una cornice raccorda gli archi e si prolunga anche sui pilastri laterali. 
All'interno dei due archi sono ancora oggi visibili i solchi che alloggiavano le saracinesche.